# Gonow GX6
Die SUV-Modelle GX6 und GX6-2 sind Sport Utility Vehicles der chinesischen Automarke Gonow. In Thailand ist das Modell unter dem Namen Gonow BX bekannt. Die Produktion des GX6 begann bereits 2005 nach der Unternehmensvergrößerung. Hergestellt werden die Modelle von der Hongkonger Prado Motors Corporation, welche das Modell auch als Toyota Land Cruiser Prado herstellte. Das neuere Modell GX6-2 folgte erst 2008 nach einer leichten stilistischen Überarbeitung. Die Plattform für beide Modelle trägt die interne Bezeichnung 3B.
Als Standardausstattung zählen beim chinesischen GX6 und dem GX6-2 eine Klimaanlage mit Pollenfilter, elektronisch einstellbare Seitenfenster, SABS (nur beim STD), MABS, LC-Bildschirm mit Rückfahrkamera, Dachantenne sowie Lederausstattung (nur bei Comfortable und Luxury). Optional gibt es aber auch ein Sonnendach von Webster und ein Fahrerairbag.
Beim Einsteigermodell Standard stellt Gonow den hauseigenen Ottomotor des Types JX493ZQ3 mit einem Hubraum von 2.771 cm³ und einer Leistung von 67,6 kW. Im Comfortable setzt Gonow Ottomotoren des Types GA491QE mit EFI ein. Dieser hat einen Hubraum von 2.237 cm³ und bietet eine Leistung von 75 kW. Beim Topmodell Luxury setzt Gonow allerdings den 4G 94 mit 1.999 cm³ und einer Leistung von 89 kW ein.
2007 begann Gonow Auto mit einer stilistischen Überarbeitung des GX6 und kreierte den GX6-2, welcher erst im Sommer 2008 der Weltöffentlichkeit präsentiert wurde. Wegen der Auslastung des chinesischen Werkes in Taizhou, erteilte der Hersteller einem deutschen Unternehmen den Auftrag zu Montage des neuen Modells, welcher bislang nur in Deutschland, in der Volksrepublik China und in wenigen weiteren Märkten angeboten wird. Unterschiede befinden sich lediglich in einzelnen Fahrzeugteilen, da diese Länder zu unterschiedliche Normen aufweisen. Ausgerüstet wird der Gonow GX6-2 mit dem 4G64 EFI aus dem Hause der japanischen Mitsubishi Motors. Dieser hat einen Hubraum von 2.351 cm³ und bietet eine Leistung von 92 kW. Die Höchstgeschwindigkeit dessen liegt bei 175 km/h. Alternativ lässt sich das Fahrzeug auch auf LPG-Autogas umrüsten. Allradantrieb ist zuschaltbar.  In Deutschland wird der GX6-2 allerdings unter dem Namen GX6 vertrieben. Bei der in der Volksrepublik China angebotenen Version, kommen die Motoren des gewöhnlichen GX6 zum Einsatz.